# NGC 7302
NGC 7302 هي مجرة محدبة تبعد حول 124 مليون سنة ضوئية من الأرض تقع في كوكبة الدلو. تم اكتشافها من قبل عالم الفلك البريطاني ويليام هيرشيل في 3 أكتوبر 1785، وتم اكتشافه من قبل عالم الفلك الأمريكي لويس سويفت في 8 أغسطس 1896. وهي جزء من مجموعة من المجرات المتداخلة.

## وصلات خارجية
- NGC 7302 على موقع ويكي سكاي: DSS2, SDSS, GALEX, IRAS, Hydrogen α, X-Ray, Astrophoto, Sky Map, Articles and images